# Новики (Спасский район)
Новики — село в Спасском районе Рязанской области, входит в состав Панинского сельского поселения.

## География
Село расположено в 15 км на север от центра поселения села Панино и в 24 км на северо-запад от райцентра города Спасск-Рязанский.

## История
В качестве деревни Новики упоминаются в писцовых книгах 1629 – 30 годов. Из отказной книги 1687 г. видно, что деревня эта была в том году отказана стольнику Автоному Михайловичу сыну Головину, а прежде была вотчиной окольничего князя Степана Федоровича Львова и жены его княгини Анны Яковлевны. По смерти Автонома Михайловича Новики перешли к сыну его Сергею Головину. В 1729 г. бригадир Иван Григорьев сын Бозобразов просил об отказе за ним проданной Сергеем Головиным в дер. Новиках пустовой земли в количестве 65 четвертей  в поле, с лесом, сенными покосами и со всеми  угодьями, за что взял Головин 100 руб. Каменная Успенская церковь с такою же колокольней построена была в селе помещицей Титовой в 1852 г. В мае 1880 года на сумму, пожертвованную попечителем Успенской церкви действительным тайным советником  Дмитрием Павловичем Титовым, произведены были необходимые поправки в храме. В 1887 г. церковь распространена была пристройками как с северной, так и с южной стороны ее, в 1888 г. на средства того же попечителя церковь была возобновлена как внутри, так и снаружи. 
В XIX — начале XX века село входило в состав Самбуловской волости Спасского уезда Рязанской губернии. В 1906 году в селе был 231 двор.
С 1929 года село являлось центром Новиковского сельсовета Спасского района Рязанского округа Московской области, с 1937 года — в составе Рязанской области, с 2005 года — в составе Панинского сельского поселения.
До 2011 года в селе действовала Новиковская основная общеобразовательная школа.

## Население
| 1859 | 1897  | 1906  | 2010 |
| ---- | ----- | ----- | ---- |
| 1020 | ↗1362 | ↗1670 | ↘278 |

## Достопримечательности
В селе расположена действующая Церковь Успения Пресвятой Богородицы (1852).